# Stroma (Schlauchpilze)
Ein Stroma (Plural: Stromata) ist ein Hyphengeflecht bei Schlauchpilzen und manchen Ständerpilzen, in welches mindestens ein, oft aber mehrere bis viele Fruchtkörper eingebettet sind. Es ist plektenchymatisch bis pseudoparenchymatisch ausgebildet. Manchmal ist seine Oberfläche mit einem Konidienrasen überzogen und die Hauptfruchtform mit den Fruchtkörpern befindet sich im Inneren.